# Stazione di Gragnola
Stazione di Gragnola vasútállomás Olaszországban, Fivizzano településen.

## Vasútvonalak
Az állomást az alábbi vasútvonalak érintik:
- Aulla Lunigiana–Lucca-vasútvonal

## Kapcsolódó állomások
A vasútállomáshoz az alábbi állomások vannak a legközelebb:
- Stazione di Fivizzano-Gassano
- Stazione di Monzone-Monte dei Bianchi-Isolano